# هلن فیتزجرالد
هلن فیتزجرالد (انگلیسی: Helen FitzGerald؛ زادهٔ ۲۱ سپتامبر ۱۹۶۶) رمان‌نویس، و نویسنده اهل استرالیا است.